# Union Live
Union Live è un album doppio dal vivo e un DVD del gruppo di rock progressivo inglese Yes. Pubblicato nel 2011, è la registrazione del concerto tenuto nel 1991 durante il tour dell'album Union (1991).

## Tracce CD
Disco 1
1. Into/Firebird Suite
2. Yours Is No Disgrace
3. Rhythm of Love
4. Heart of the Sunrise
5. Clap/Mood for a Day
6. Make It Easy/Owner of a Lonely Heart
7. I've Seen All Good People
  1. Your Move
  2. All Good People

Disco 2
1. Solly's Beard
2. Saving My Heart for You
3. Whitefish/Amazing Grace
4. Rick Wakeman solo
5. Awaken
6. Roundabout

## Tracce DVD
Registrato l'8 agosto 1991 allo Shoreline Amphitheatre, Mountain View, California.
1. Into/Firebird Suite
2. Yours Is No Disgrace
3. Rhythm of Love
4. Heart of the Sunrise
5. Clap/Mood for a Day
6. Make It Easy/Owner of a Lonely Heart
7. I've Seen All Good People
  1. Your Move
  2. All Good People
8. Solly's Beard
9. Saving My Heart for You
10. Whitefish/Amazing Grace
11. Rick Wakeman solo
12. Awaken
13. Roundabout

## Formazione
- Jon Anderson: voce
- Steve Howe: chitarra
- Trevor Rabin:  chitarra / voce
- Chris Squire: basso, voce
- Tony Kaye: tastiera
- Alan White: batteria, percussioni
- Rick Wakeman: tastiera
- Bill Bruford: batteria, percussioni